# Akissi Delta
Đồng bằng Akissi, sinh ra Lou Khẩu Akisse Delphine (sinh năm 1960) là một nữ diễn viên và nhà làm phim đến từ Bờ Biển Ngà.

## Đời sống
Sinh ra ở Dimbokro vào ngày 5 tháng 3 năm 1960, Akissi Delta không bao giờ đi học. Bắt đầu với vai trò là một vũ công và người mẫu, cô đã diễn xuất trong Léonard Groguhet 's Comment ça va và trong một số bộ phim của Henri Duparc. Năm 2002, cô đã tạo ra bộ phim truyền hình Ma Famille.

## Đóng phim

### Là diễn viên
- Nhận xét ça va [Bạn khỏe không], dir. Léonard Groguhet, 1987
- Bouka, đạo diễn. Roger Gnoan M'Bala, 1988
- Joli cœur [Trái tim ngọt ngào], dir. Henri Duparc, 1992
- Au nom du Christ [Nhân danh Chúa Kitô], dir. Roger Gnoan M'Bala, 1993
- Công viên đường phố Henri Duparc, 1993
- Afrique, mon Afrique [Châu Phi, Châu Phi của tôi], dir. Idrissa Ouédraogo, 1994
- Bienvenue au Gondwana [Chào mừng đến với Gondwana], dir. Mamane, 2016

### Là đạo diễn
- Les secrets d'Akissi
- Ma famille, 2002-17